# Aridelus longius
Aridelus longius är en stekelart som beskrevs av Chou 1987. Aridelus longius ingår i släktet Aridelus och familjen bracksteklar. Inga underarter finns listade.